# Demonax quadraticollis
Demonax quadraticollis là một loài bọ cánh cứng trong họ Cerambycidae.